# Narodowy Spis Powszechny 1970
Narodowy Spis Powszechny 1970 – spis powszechny w Polsce, przeprowadzony w dniach 8–15 grudnia 1970 według stanu o północy z 7 na 8 grudnia 1970. Podstawę prawną spisu stanowiło rozporządzenie Rady Ministrów z dnia 10 lipca 1970.
W spisie tym padło (w odróżnieniu od poprzedniego spisu) pytanie o miejsce urodzenia, jak również pytanie czas zamieszkiwania w danej miejscowości, a dla przybyłych w latach 1961–1970 – o poprzednie miejsce zamieszkania. Zadano też pytania o kierunek wykształcenia oraz pytania pozwalające określić dzietność kobiet.
Zgodnie z wynikami spisu liczba ludności Polski w 1970 wyniosła 32 642 270 osób. Wyniki spisu opublikowano w 124 tomach otwartych oraz w 1316 zeszytach przeznaczonych do użytku służbowego.
| Województwo       | Liczba ludności | Liczba ludności | Liczba ludności |
| Województwo       | ogółem          | miejska         | wiejska         |
| ----------------- | --------------- | --------------- | --------------- |
| białostockie      | 1 175 760       | 436 975         | 738 785         |
| bydgoskie         | 1 913 184       | 969 281         | 943 903         |
| gdańskie          | 1 467 755       | 1 020 704       | 447 051         |
| katowickie        | 3 697 515       | 2 838 205       | 859 310         |
| kieleckie         | 1 890 509       | 615 871         | 1 274 638       |
| koszalińskie      | 795 392         | 393 787         | 401 605         |
| krakowskie        | 2 182 271       | 662 741         | 1 519 530       |
| Kraków (miasto)   | 588 033         | 588 033         | nd.             |
| lubelskie         | 1 925 537       | 595 547         | 1 329 990       |
| łódzkie           | 1 669 735       | 595 475         | 1 074 260       |
| Łódź (miasto)     | 762 454         | 762 454         | nd.             |
| olsztyńskie       | 979 204         | 401 482         | 577 722         |
| opolskie          | 1 058 435       | 450 594         | 607 841         |
| Poznań (miasto)   | 471 367         | 471 367         | nd.             |
| poznańskie        | 2 191 501       | 867 043         | 1 324 458       |
| rzeszowskie       | 1 757 460       | 484 044         | 1 273 416       |
| szczecińskie      | 898 345         | 598 019         | 300 326         |
| Warszawa (miasto) | 1 314 892       | 1 314 892       | nd.             |
| warszawskie       | 2 517 940       | 896 226         | 1 621 714       |
| Wrocław (miasto)  | 525 612         | 525 612         | nd.             |
| wrocławskie       | 1 975 603       | 1 097 201       | 878 402         |
| zielonogórskie    | 883 766         | 479 024         | 404 742         |
| Polska            | 32 642 270      | 17 064 577      | 15 577 693      |

## Wybrana bibliografia
- Narodowy Spis Powszechny 8 XII 1970. Struktura demograficzna i zawodowa ludności, gospodarstwa domowe. Polska. Wyniki ostateczne. Warszawa: Główny Urząd Statystyczny, grudzień 1972.